# Викторично
„Викторично“(на английски: Victorious; стилизирано като VICTORiOUS) е тийнейджърски американски ситком създаден от Дан Шнайдер, разпространен от компанията Nickelodeon. Сериалът се върти около амбициозната певица Тори Вега, която ще направи всичко, за да стане звезда. Излъчването на сериала е от 27 март 2010 г. до 2 февруари 2013 г.

## Актьорски състав
- Виктория Джъстис – Тори Вега
- Ариана Гранде – Кет Валънтайн
- Леон Томас III – Андре Харис
- Мат Бенет – Роби Шапиро
- Елизабет Гилис – Джейд Уест
- Ейвън Джогия – Бек Оливър
- Даниела Моне – Трина Вега
- Майкъл Ерик Рийд – Синджин
- Ерик Ланг – Г-н Сайковиц

## В България
В България сериалът започва по TV7 и Super 7 около януари 2012 г. Заглавието е преведено като „В като Виктория“. Ролите се озвучават от артистите Златина Тасева (Тори), Вилма Карталска (Кет и Трина), Мина Костова (Джейд), Сава Пиперов (Андре), Христо Бонин (Г-н Сайковиц) и Христо Димитров (Роби и Бек).
През ноември 2013 г. сериалът започва на български език по оригиналния му канал Nickelodeon. Дублажът е на Александра Аудио. Екипът се състои от:
| Пост                   | Име |
| ---------------------- | --- |
| Изпълнителен продуцент | Васил Новаков |
| Преводач               | Йоанна Йорданова |
| Озвучаващи артисти     | Мими Йорданова (Тори) Поля Цветкова-Георгиу (Джейд) Вилма Карталска (Кет) Татяна Етимова (Трина) Константин Каракостов (Андре) Мартин Герасков (Роби) Анатолий Божинов (Г-н Сайковиц и Синджин) Момчил Степанов (Бек) |
| Тонрежисьор            | Ангел Топорчев |